# 普萊森特加普 (阿拉巴馬州)
普萊森特加普（英語：Pleasant Gap）是一個位於美國阿拉巴馬州切羅基縣的非建制地區。該地的面積和人口皆未知。

## 地理
普萊森特加普的座標為33°59′15″N 85°31′12″W / 33.98749°N 85.52°W，而該地最高點為海拔高度210米（即689英尺）。